# Goma de garrofí
La goma de garrofí (E410) és una goma vegetal de galactomanana que s'extreu de les llavors del garrofer. Es fa servir com a agent espessidor i agent gelificant en tecnologia alimentària. És soluble en aigua calenta.
La goma de garrofí és una pols de color blanc o blanc grogosa. Consisteix principalment polisacàrids hidrocol·loidals d'alt pes molecular, compostos d'unitats de galactosa i manosa combinades amb enllaços glucosídics que es descriuen químicament com galactomanana. Es dispersa tant en aigua calenta com freda formant un sol col·loidal amb pH entre 5,4 i 7,0 que es pot convertir en un gel per addició de petites quantitats de borat de sodi. La seva principal funció és espessir i estabilitzar.
A les llavors de garrofer se'ls extreu la pell i es molen.